# 서정 (부활의 음반)
《서정》은 부활의 10집 음반이자, 20주년 기념 음반이다. 음반 뒷 표지에「아... 재기가 바람으로 떠났다.」라고 적었다. 보컬로서는 지금까지 부활의 보컬을 맡고 있는 정동하의 첫 번째 앨범이다. 김태원은 정동하의 연습하는 모습에 감탄하여 장기계약 제안을 하였다는것은 유명한 일화 중 하나이다. 또 김태원은 이승철 이후로 훌륭한 보컬로서 정동하를 지목했다는 이야기도 많이 전해져있다.

## 수록곡
| #   | 제목                                     | 작사         | 작곡           | 재생 시간 |
| --- | ---------------------------------------- | ------------ | -------------- | --------- |
| 1.  | 〈시간〉                                 | 김태원       | 김태원         | 3:56      |
| 2.  | 〈추억 이면〉 (異面)                     | 김태원       | 김태원         | 3:51      |
| 3.  | 〈슬픔을 이기는 기도〉                   | 김태원       | 김태원         | 4:09      |
| 4.  | 〈Yellow〉                               | 김태원       | 김태원         | 5:09      |
| 5.  | 〈4.1.9 코끼리 탈출하다〉 (Instrumental) |              | 김태원         | 5:35      |
| 6.  | 〈거미의 줄〉                            | 김태원       | 김태원         | 4:50      |
| 7.  | 〈Imagine〉                              | 김태원       | 김태원         | 4:04      |
| 8.  | 〈회상 Ⅲ (In Eternity) featuring 조PD〉  | 김태원, 조PD | 김태원         | 5:21      |
| 9.  | 〈Second 8.1.1〉 (Instrumental)          |              | 김태원         | 1:55      |
| 10. | 〈노을〉                                 | 김태원       | 서재혁         | 3:50      |
| 11. | 〈작은 너에게 featuring 조승우〉         | 김태원       | 김태원         | 4:05      |
| 12. | 〈희망에게〉 (For My Father)             | 김태원       | 채제민, 김태원 | 3:33      |

## 곡 설명
- 트랙 5번〈4.1.9 코끼리 탈출하다〉의 인트로는 영화 《미션》의 삽입곡 가브리엘의 오보에(Gabriel's Oboe)이다.
- 트랙 8번〈회상 Ⅲ〉(In Eternity) 2집《Remember》LP Side A 3번에 수록되었던 곡이다.
- 트랙 9번〈Second 8.1.1〉은 3집《기억상실》4번에 수록된 〈8.1.1〉에 이어 두 번째로 김재기를 추모하는 곡이다.
- 트랙 10번〈작은 너에게〉는 5집《불의 발견》4번에 수록되었던 곡이다.

## 만든 사람
- 보컬 : 정동하
- 기타 : 김태원
- 베이스 : 서재혁
- 드럼 : 채제민
- 키보드 : 엄수한